# Favorit (biograf)
Favorit var en biograf på Kungsgatan 23 i Göteborg, som öppnade 18 oktober 1907 och stängde 1909. Ägare var Algot E Mannerborg.